# 45×90 지점

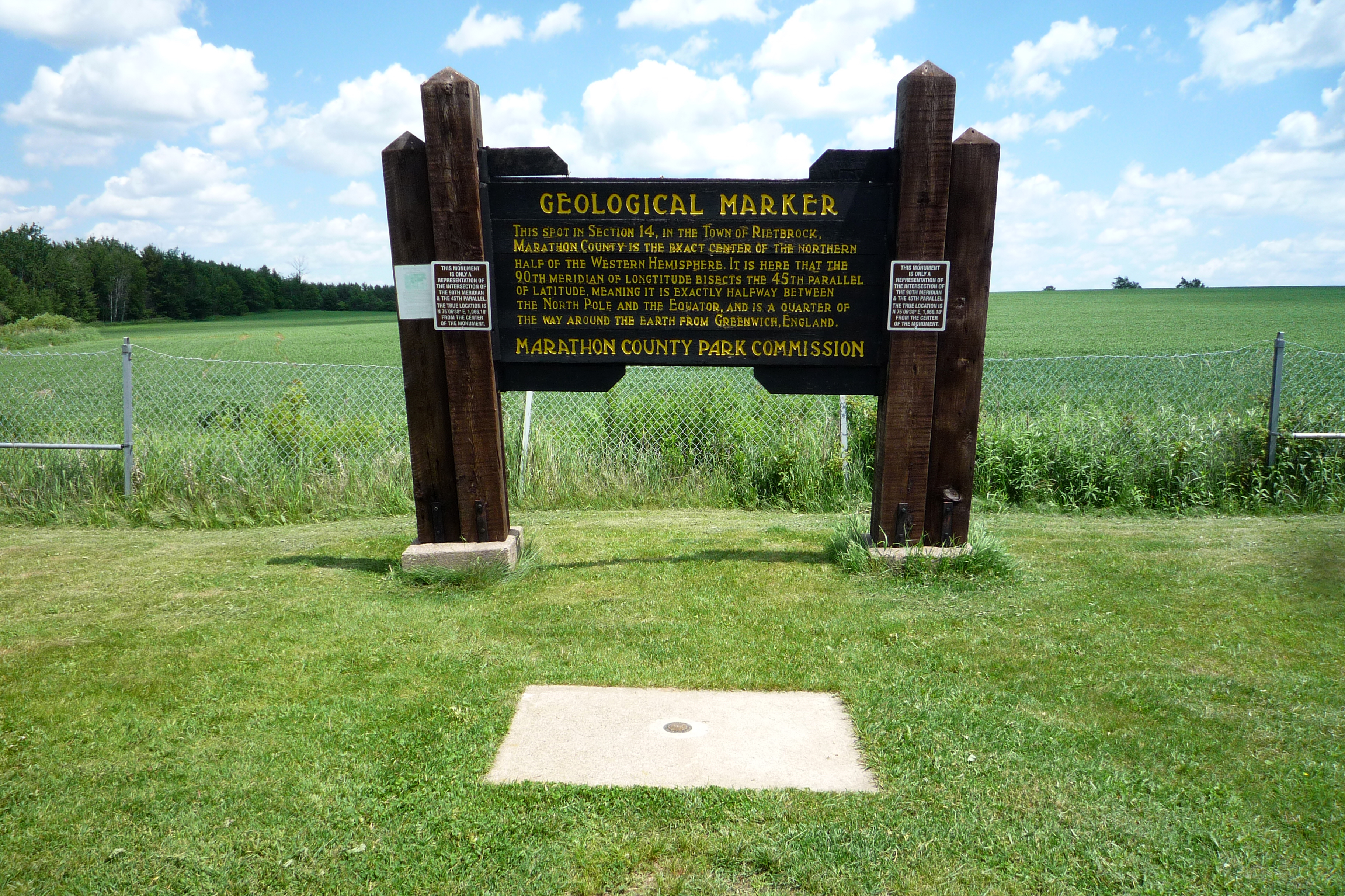
북아메리카의 45×90 지점을 가르키는 마커와 표식이다. 후에 “실제 45×90 지점은 이 표지판의 중앙보다도 1066.18피트(324.97m) 후방에 있다” 취지의 주의서가 표식에 추가되었다.

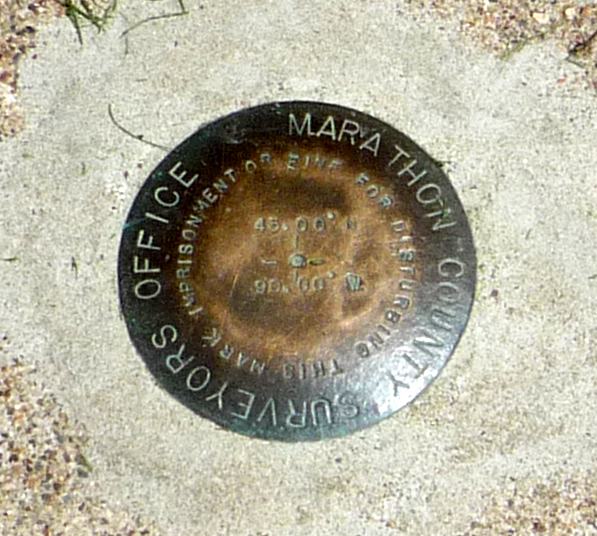
북아메리카의 45×90 지점을 가르키는 마커(올바른 위치가 아니다)

45×90 지점은 양극에서 적도까지와 본초자오선에서 경도 180도까지의 각각의 중간의 경도와 위도를 가지는 네 지점이다. 구체적으로는 북위 45도, 남위 45도, 동경 90도, 서경 90도의 각 두 선이 교차되는 지점이다.

## 북위 45도, 서경 90도
가장 잘 알려져있으며 사람이 잘 방문하는 45×90 지점은 미국 위스콘신주 워소 서교, 마라톤군의 리에트보록 내에 있는 북위 45° 0′ 0″ 서경 90° 0′ 0″ / 북위 45.00000°  서경 90.00000°  지점이다. 이 지점의 높이는 해발 410m이다.
여기서는 마라톤군 공원 위원회에 의해서 설치되었던, 45×90 지점을 가르키는 마커와 표식이 있다. 개인용 GPS 기기의 보급에 따라서 “실제 45×90 지점은 이 표지판의 중앙보다도 1066.18피트(324.97m) 후방에 있다”라는 주의서가 표식에 추가되었다. 하지만, 이는 실제의 45×90 지점이 사유지 속에 있기 때문에 고의로 도로변에서 어긋난 장소에 설치된 것이다.

## 북위 45도, 동경 90도
육지 위에 있는 또 다른 하나의 45×90 지점은 중화인민공화국 신장 위구르 자치구의 몽골과의 국경 근처의 황무지에 있는 북위 45° 0′ 0″ 동경 90° 0′ 0″ / 북위 45.00000°  동경 90.00000°  지점이다. 우루무치시에서 240km 북동 위치에 있다. 행정상은 치타이현과 칭허현의 경계상에 있다. 이 지점의 고도는 해발 1,009 m이다.
2004년 4월 13일. 미국인 1명과 이 지전에 가장 가까운(110km 남남서쪽) 치타이현 마을의 택시 운전사가 이 지점을 방문했으며 Degree Confluence Project에 방문 기록을 남기고 있다. 그들의 기록에 따르면 이 지점에는 45×90 지점인 것을 가리키는 기념비나 마커 등은 전혀 없다.

## 남위 45도, 동경 90도
남위 45° 0′ 0″ 동경 90° 0′ 0″ / 남위 45.00000°  동경 90.00000°  지점은 인도양의 해상이다. 생폴섬에서 남동쪽으로 1,244 km, 허드섬에서 북동쪽으로 1,480 km, 케르겔렌 제도 뽀흐오프헝쎄에서 동북동쪽으로 1,569 km, 북극에서 북쪽으로 2,425 km의 위치에 있다. 사람이 살고 있는 곳에서 가장 가까운 오스트레일리아 웨스턴오스트레일리아주의 오거스타에서는 남서쪽으로 2,448 km이다. 아프리카에서는 레위니옹섬에서 남동쪽으로 4,080 km, 모잠비크의 벵게라섬에서 남동쪽으로 5,550 km, 남아프리카의 모셀베이에서 남동쪽으로 5,800 km이다. 이 지점의 수심은 3,197 m이다.

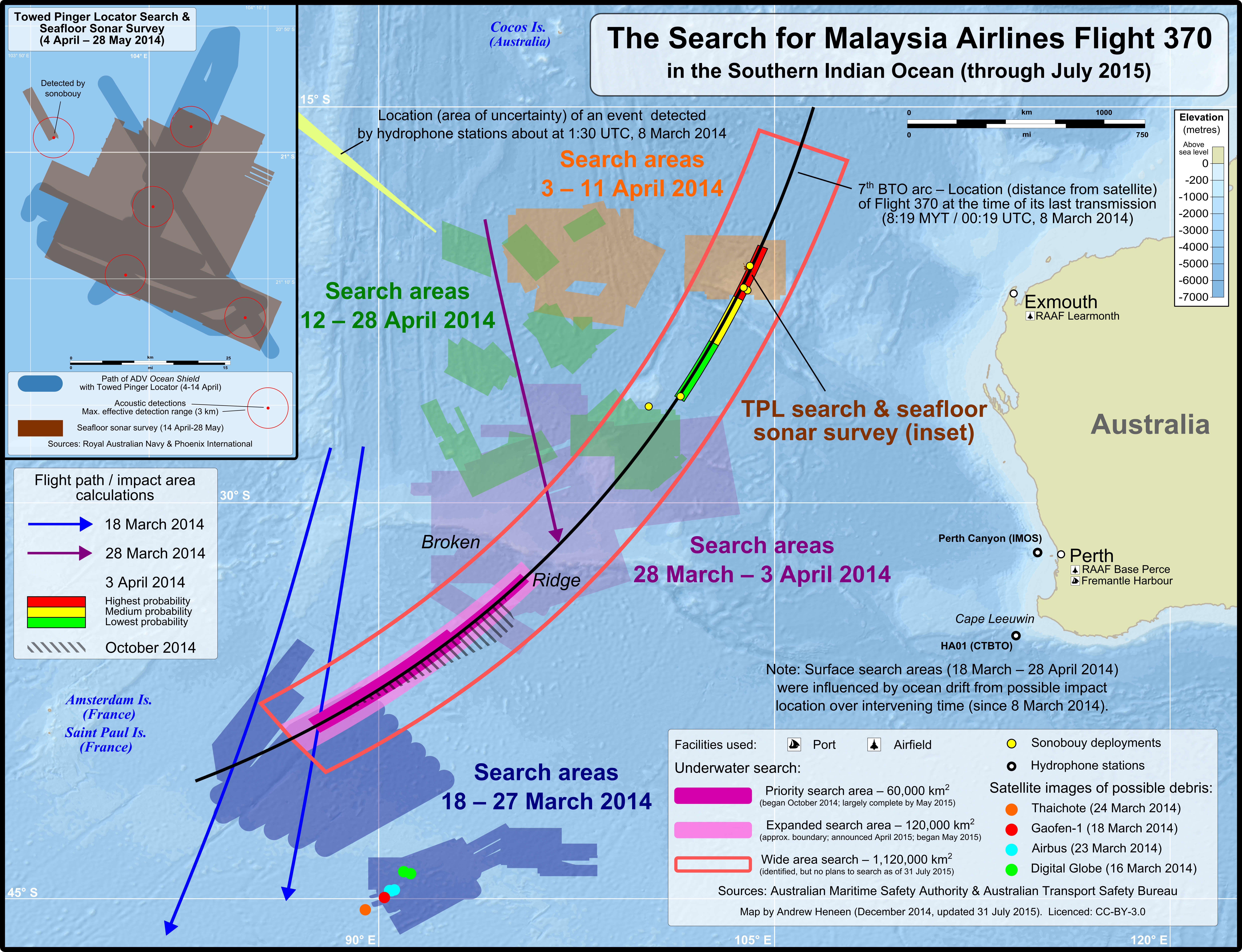
남위 45도, 동경 90도 부근에서의 말레이시아 항공 370편 탐색

2014년 3월, 행방불명된 말레이시아 항공 370편의 파편이 된 게 이 지점 부근인 것이 위성 사진 분석으로 판명되었으며 부근 탐생이 행해졌다.

## 남위 45도, 서경 90도
남위 45° 0′ 0″ 서경 90° 0′ 0″ / 남위 45.00000°  서경 90.00000°  지점은 남태평양의 해상이다. 칠레 과이데카스의 서남서쪽 1,297 km, 남극 대륙의 북쪽 3,070 km 위치에 있다. 이 지점의 수심은 4,180 m이다.

## 같이 보기
- 북위 45도
- 남위 45도
- 동경 90도
- 서경 90도